# غريغوري بيج
غريغوري بيج (بالإنجليزية: Gregory Page)‏ هو عازف قيثارة ومغني أمريكي، ولد في 14 أبريل 1963 في لندن في المملكة المتحدة.

## وصلات خارجية
- الموقع الرسمي
- غريغوري بيج على موقع ميوزك برينز (الإنجليزية)
- غريغوري بيج على موقع أول ميوزيك (الإنجليزية)
- غريغوري بيج على موقع ديسكوغز (الإنجليزية)